# Калмикија
Калмикија, или званично Република Калмикија (рус. Республика Калмыкия, калмички: Хальмг Таңһч) је конститутивни субјект Руске Федерације са статусом аутономне републике на простору јужног дела европске Русије.
Главни град републике је град Елиста.

## Етимологија
Република је име добила по титуларном народу Калмицима који су најбројнији народ у овој републици (са око 55%). Претпоставља се да име овог народа потиче од туркијске речи халмг или халмгуд - што значи одвојен, јер се овај народ у прошлости одвојио од матичног монголског народа и одселио на запад на простор данашње јужне Русије.

## Географија
Калмикија лежи на северозападној обали Каспијског језера и састоји се углавном од степа.

## Историја
Калмици су једини народ Европе монголског порекла (у етнолингвистичком смислу) и једини народ Европе чија је религија будизам. Преци Калмика били су познати као Ојрати и пореклом су из степа јужног Сибира. У 17. веку, досељавају се на подручје доње Волге, одакле истерују дотадашње становнике, Ногајце, и оснивају Калмички канат. Остатак номадских ојратских племена постају вазали калмичког кана. Калмички канат затим номинално постаје део Руског царства, у оквиру којег је уживао потпуну самоуправу, али са задатком да штити јужне границе Русије.
Највећу војну и политичку моћ Калмички канат остварује током владавине Ајука кана (1669—1724), када је, испуњавајући своју обавезу заштите руских граница, канат предузео велик број војних похода против својих турских суседа. Успешни војни походи били су предузимани и на подручју Кавказа. Канат је доживео економски процват због слободне трговине са руским градовима, Кином, Тибетом и суседним муслиманским народима. Калмици су такође одржавали контакте са својим ојратским етничким сродницима у Џунгарији, као и са Далај Ламом на Тибету.
После смрти Ајука кана, царска Русија постепено укида аутономију Калмичког каната, а руски и немачки колонисти се насељавају на калмичка подручја на доњој Волги. Нови насељеници узимају Калмицима земљу, а врши се и верски притисак на Калмике да пређу на православље. Због незадовољства поводом овакве ситуације, Убаши кан, потомак Ајука кана и последњи калмички кан, одлучује да врати калмички народ у њихову стару домовину Џунгарију. Под његовим вођством, око 200.000 Калмика кренуло је на пут преко средње Азије, да би само 96.000 њих стигло на западне границе Манџурског царства. Остали су, током путовања, убијени или заробљени од стране Казаха и Киргиза или су умрли од глади и жеђи. Пошто није успела да спречи ово исељавање Калмика, руска царица Катарина Велика званично укида Калмички канат и предаје све управне функције над том територијом гувернеру у Астрахану.
Калмици који су остали да живе на руској територији наставили су да служе у руској армији и да се боре на страни Русије у разним ратовима. Они постепено стварају трајна насеља са кућама и храмовима, уместо својих ранијих преносних шатора (јурти). После избијања Октобарске револуције 1917. године, много Калмика се прикључило Белој армији, а после њеног пораза у Руском грађанском рату 1920. године, велика група Калмика се исељава из Русије и са остацима поражене Беле армије склања се у турске луке на Црном мору. Већина ових калмичких избеглица се затим населила у Београду у тадашњем Краљевству Срба, Хрвата и Словенаца, где су саградили и будистички храм 1929. године. Мање групе калмичких избеглица населиле су се у Бугарској, Чехословачкој и Француској.
У оквиру Совјетског Савеза створена је 1920. године Калмичка аутономна област, чији ће статус 1935. године бити уздигнут у ниво републике. 1931. године, по Стаљиновој наредби, затворени су калмички будистички манастири, калмички верски текстови су спаљени, а сви будистички монаси су депортовани у Сибир.
1943. године, због оптужбе да су сарађивали са нацистима током немачке окупације у Другом светском рату, целокупно калмичко становништво је депортовано у средњу Азију и Сибир, а калмичка аутономна република је укинута. Калмицима је било дозвољено да се врате тек 1957. године, када Калмикија поново добија статус аутономне области, да би 1958. године поново добила статус аутономне републике.

## Становништво
| 1989.   | 2002.   | 2010.   |
| ------- | ------- | ------- |
| 322,589 | 292,410 | 289,481 |

### Попис из 1926.
- Калмици = 107.026 (75,6%)
- Руси = 15.212 (10,7%)
- остали = 19.356 (13,7%)

### Попис из 1959.
- Руси = 103.349 (55,9%)
- Калмици = 64.882 (35,1%)
- остали = 16.626 (9,0%)

### Попис из 1989.
- Калмици = 146.316 (45,4%)
- Руси = 121.531 (37,7%)
- остали = 54.732 (17,0%)

### Попис из 2002.
- Калмици = 155.938 (53,3%)
- Руси = 98.115 (33,6%)
- остали = 38.357 (13,1%)

## Религија
У Калмикији је изграђен највећи будистички храм у Европи који је 2004. године отворио Далај Лама, којег Калмици признају као свог духовног вођу. Врховни лама Калмикије је амерички Калмик Ердне Омбардиков којег је Далај лама признао као реинкарнацију једног будистичког свеца.

## Градови
Највећи градови републике су (са приказом броја становника 2009. године): 
- Елиста (102.000)
- Каспијскиј (14.000)
- Троицкоје (10.000)

## Спорт
У главном граду Калмикије Елисти изграђен је једини шаховски град на свету у којем је одржана једна шаховска олимпијада и два меча за првака света у шаху.
Председник Калмикије био је до 2010 Кирсан Николајевич Иљумжинов је уједно и шаховски мајстор и председник светске шаховске федерације - ФИДЕ.